# Tour de France Soundtracks
Pour les articles homonymes, voir Tour de France.
Albums de Kraftwerk
The Mix
(1991) Minimum-Maximum
(2005)
Tour de France Soundtracks est un album de Kraftwerk, sorti en 2003 à l'occasion du centenaire du Tour de France cycliste. Il est ultérieurement renommé simplement Tour de France lors de sa ré-édition en 2009. Conceptuellement, il s'agit du 8e et dernier album du Catalogue officiel de Kraftwerk. Cet album studio est publié 12 ans après le précédent, The Mix, et 17 ans après Electric Café qui était jusqu'alors le dernier album du groupe à contenir des compositions originales.
Tour de France Soundtracks est l'aboutissement d'un projet qui trouve son origine vingt ans plus tôt lors de l'enregistrement du morceau Tour de France déjà consacré à la plus grande course cycliste du monde. Kraftwerk l'avait sorti en 1983 uniquement en single et maxi 45 tours, en deux versions, l'une chantée en français, l'autre en allemand, puis avec de nouvelles versions remix en 1984.
Tour de France a été officiellement réédité en 1999, en vinyle et CD single, avec une sélection des morceaux de 1983 et 1984, remastérisés par le groupe lui-même.
L'album Tour de France Soundtracks reprend le visuel du single Tour de France. Les deux se présentent ainsi avec une pochette quasiment identique, mais ne doivent pas être confondus. Enfin, le titre Tour de France qui clôture l'album ne doit pas non plus être confondu avec les versions antérieures de Tour de France (qui restent donc inédites en album) : le morceau, uniquement enregistré en version française, est en effet une nouvelle interprétation relativement fidèle à l'original, faite dans le même esprit que l'album The Mix.

## Liste des pistes
| 1.    | Prologue               | 0:31 |
| 2.    | Tour de France Étape 1 | 4:27 |
| 3.    | Tour de France Étape 2 | 6:41 |
| 4.    | Tour de France Étape 3 | 3:56 |
| 5.    | Chrono                 | 3:19 |
| 6.    | Vitamin                | 8:09 |
| 7.    | Aéro Dynamik           | 5:04 |
| 8.    | Titanium               | 3:21 |
| 9.    | Elektro Kardiogramm    | 5:16 |
| 10.   | La Forme               | 8:41 |
| 11.   | Régénération           | 1:16 |
| 12.   | Tour de France         | 5:12 |
| 55:53 |                        |      |